# Leefructus mirus
Leefructus mirus — викопний вид квіткових рослин, що існував у ранній крейді (124,5 млн років тому). Скам'янілий відбиток рослини знайдено у відкладеннях формації Їсянь у Китаї. Зразок зберігається на кафедрі палеонтології Шеньянського педагогічного університету в Шеньяні.

## Опис
Це ранній представник еудікот. Збереглися відбитки пагона завдовжки 16 см з двома вузлами та шістьма листками, а також плід, що прикріплений до пагона. Відбиток зберігся в жовтувато-сірому алевроліті; органічні речовини не були передані. Трискладні глибоколопатеві і багаторазово виїмчасті, довгочерешкові листки спірально групуються по три і чотири у вузлі; їх довжина 35-40 мм, ширина 15-22 мм. Для листків характерне сітчасте жилкування за палінактиноморфним типом, тобто, наявна одна центральна основна жилка, яка поступово галузиться на дрібніші. Квітка п'ятичленна — має п'ять пелюсток, і розміщена на довгому пазуховому квітконосі. Плід має довжину 6 мм і ширину 4 мм і описується як «псевдосинкарпічний». Плід характеризується наявністю п'яти вузьких довгих несправжньо-синкарпних плодолистиків, тобто таких, які характеризуються неповним або ж несправжнім зростанням між собою. Такі морфологічні характеристики рослини притаманні для представників родини жовтецевих.